# Jenny From The Block
"Jenny from the Block" najavni je singl američke pjevačice Jennifer Lopez za njen album This Is Me... Then objavljen 14. kolovoza 2002. u izdanju Epic Recordsa.

## O pjesmi
"Children grow and women producing, men go working, some go stealing, everyone's got to make a living" dio je pjesme preuzet iz singlova "Heaven and Hell Is on Earth", "Heaven or Hell", "Every Ghetto, Every City", "Self-Destruction" te "Say Goodbye". Pjesma je najveći uspjeh zabilježila u Kanadi gdje je dospjela na vrh tamošnje ljestvice singlova i postala njen treći broj 1 singl. Pjesma je i u ostalim državama ostvarila veliki uspjeh probivši se u većini njih među prvih pet. Pjesma govori o njenom životu u Bronxu te kasnije karijeri zvijezde.

## Popis pjesama

### Britanski CD 1
1. "Jenny from the Block" (Bronx Remix)
2. "Alive" (radijski mix Thunderpussa)
3. "Play" (klupski mix Thunderpussa)

### Britanski CD 2
1. "Jenny from the Block" (remiks Trackmastersa)
2. "Jenny from the Block" (instrumentalna verzija)
3. "Love Don't Cost a Thing" (klupski mix HQ2a)

### Australski CD singl
1. "Jenny from the Block" (remiks Trackmastersa)
2. "Jenny from the Block" (a cappella)
3. "Jenny from the Block" (Bronx Remix)
4. "Alive" (klupski mix Thunderpussa)

## Videospot
Videospot za pjesmu snimljen je 2002. godine pod redateljskom palicom Francisa Lawrencea. Na početku videa Jennifer je prikazana u svom stanu kroz kamere paparazza. Zatim se nalazi na raskrižju ulica gdje ona, Styles P i Jadakiss repaju. Dalje je prikazana Jenniferina svakodnevnica kroz kamere paparazza, kao što je šetnja sa psom ili odmor u stanu.

## Ljestvice
| Ljestvice (2002.)                     | Najviša pozicija |
| ------------------------------------- | ---------------- |
| Belgija (Flandrija)                   | 7                |
| Belgija (Valonija)                    | 6                |
| Danska                                | 3                |
| Nizozemska                            | 3                |
| Finska                                | 18               |
| Francuska                             | 5                |
| Irska                                 | 12               |
| Italija                               | 4                |
| Novi Zeland                           | 6                |
| Švicarska                             | 4                |
| UK                                    | 3                |
| SAD (Billboard Hot 100)               | 3                |
| SAD (Billboard Hot R&B/hip-hop songs) | 22               |
| Ljestvice (2003.)                     | Najviša pozicija |
| Australija                            | 5                |
| Austrija                              | 7                |
| Kanada                                | 1                |
| Norveška                              | 5                |
| Švedska                               | 7                |

### Godišnje ljestvice
| Ljestvice | Pozicija |
| --------- | -------- |
| Hrvatska  | 46       |
| SAD       | 55       |

### Svevremenske ljestvice
| Ljestvice | Pozicija |
| --------- | -------- |
| Hrvatska  | 72       |

## Certifikacije
| Država      | Certifikacija | Prodaja |
| ----------- | ------------- | ------- |
| Australija  | platinasta    | 70.000  |
| Belgija     | zlatna        | 2.000   |
| Francuska   | zlatna        | 263.000 |
| Novi Zeland | zlatna        | 7.500   |
| Norveška    | platinasta    | 10.000  |
| Švicarska   | zlatna        | 20.000  |